# ویسکا و یویتشکا
ویسکا و یویتشکا (به چکی: Víska u Jevíčka) یک منطقهٔ مسکونی در جمهوری چک است که در شهرستان سویتاوی واقع شده‌است. ویسکا و یویتشکا ۳٫۶۶ کیلومتر مربع مساحت و ۱۶۶ نفر جمعیت دارد و ۳۸۶ متر بالاتر از سطح دریا واقع شده‌است.